# Parauchenoglanis
Parauchenoglanis — рід риб з підродини Auchenoglanidinae родини Claroteidae ряду сомоподібних. Має 10 видів.

## Опис
Загальна довжина представників цього роду коливається від 8 до 40 см. Голова помірно масивна. Очі великі. Губи товсті. Є 4 коротенькі вусиків. Тулуб стрункий або потовщений. Спинний плавець високий, розділений. Жировий плавець довгий, потовщений. Грудні та черевні плавці маленькі. Хвостовий плавець дещо видовжений.
Забарвлення коричневе з різними відтінками, деякими види з контрастними плямами та тонкими смужками.

## Спосіб життя
Віддають перевагу піщаним ґрунтам, що завалені корчами, в якому ховаються в денний час. Зустрічаються в річках з помірною течією. Активні вночі. Живляться водними безхребетними і рибою.
Ікру відкладають в піщані ямки. За ікрою і мальками доглядає самець. Ікра велика, але нечисленна.

## Розповсюдження
Мешкають у басейні річки Конго, нижній частині Замбезі, Окаванго. Також поширені у прибережних водоймах Беніну і Нігерії.

## Види
- Parauchenoglanis ahli
- Parauchenoglanis altipinnis
- Parauchenoglanis balayi
- Parauchenoglanis buettikoferi
- Parauchenoglanis longiceps
- Parauchenoglanis monkei
- Parauchenoglanis ngamensis
- Parauchenoglanis pantherinus
- Parauchenoglanis punctatus
- Parauchenoglanis zebratus